# Stavernfestivalen
Stavernfestivalen is een jaarlijkse pop- en rockfestival dat midden juli wordt gehouden in Stavern in het zuidoosten van Noorwegen.
Het eerste festival vond plaats in 2001 met optredens van vier bands en een publiek van 175 mensen. Het festival is uitgegroeid tot een driedaags evenement en trok 30.000 bezoekers in 2012.
Het openluchtterrein van het festival ligt op een open plek vlak bij de kustlijn, te midden van het dichte bos en dicht bij de kust in het zuiden van Stavern. De grond is groot genoeg om te kamperen, eten, sanitaire voorzieningen en andere basisvoorzieningen voor de grote menigte. 